# 兼松
兼松株式会社（かねまつ、英: Kanematsu Corporation）は、東京都千代田区丸の内に本社を、兵庫県神戸市中央区に登記上の本店を置く日本の商社である。

## 概要
1889年（明治22年）に日豪貿易の先駆けとして創業。現在は、「電子・デバイス」、「食料」、「鉄鋼・素材・プラント」、「車両・航空」を中心とした4分野において国際的に展開する。かつては十大総合商社（三菱商事・三井物産・伊藤忠商事・丸紅・住友商事・日商岩井・トーメン・兼松江商・日綿実業・安宅産業）の一角をなした。
1990年代に入りバブル期の不動産投資の失敗により経営不振に陥ったため、取引銀行に1700億円の債務免除を要請、祖業の繊維や紙パルプ、不動産事業から撤退する。2007年には、インドネシアの天然ガス権益も手放し、IT・食品系統中心の専門商社化することにより経営再建した。再建の結果、兼松の総資産は経営危機前の3分の1以下に激減した。
2020年現在の卸売業内での順位は、売上高はあらたに次ぎ24位、総資産は長瀬産業に次ぎ16位の規模である。
メインバンクは、かつては旧東京銀行（三菱UFJ銀行）と旧第一勧業銀行（みずほ銀行）、現在は三菱UFJ銀行である。

## 企業理念
1. 創業主意
  - わが国の福利を増進するの分子を播種栽培す
2. われらの信条
  - 伝統的開拓者精神と創意工夫をもって業務にあたり、適性利潤を確保し、企業の発展を図る。
  - 会社の健全なる繁栄を通じて、企業の社会的責任を果し、従業員の福祉を増進する。
  - 組織とルールに基づいて行動するとともに、会社を愛する精神と、社内相互の人間理解を基本として、業務を遂行する。

## 歴史
創業者・兼松房治郎は自ら日本の近代化を推進すべく、大阪商船会社（現・商船三井）の設立に参加、また大阪毎日新聞（現・毎日新聞）を興すなど、「貿易立国日本」の礎を築いた。
明治維新後
日本の近代化が進んでいた頃、当時関西実業界のリーダー的存在であった兼松房治郎は日本の貿易に疑問を抱いていた。
『日本の繁栄には貿易の振興が不可欠であるのに、現状はその90%が外国商館で独占されている。本来この商権は我々が握るべきなのでは…』
房治郎が注目したのがオーストラリアとの羊毛貿易。欧米文化が普及する中、毛織物需要も伸びているにもかかわらず、日本人が直接海外から羊毛を輸入する事業はまだなかった。房治郎はこの初めての日本人の手による羊毛直輸入に挑戦した。
1889年（明治22年）、『貿易商権を日本人の手に』の理想のもと、『豪州貿易兼松房治郎商店』を開業。翌年にはオーストラリア・シドニーに支店を開設し、日本初の日豪直貿易を成し遂げた。その後大恐慌などの困難にも直面したが、『日豪貿易を断絶させることは何としても避けねばならない』とし、兼松商店は活路を見出していった。
房治郎の没後もその遺志は引き継がれた。社会貢献事業として神戸大学に兼松記念館、一橋大学に兼松講堂、そしてオーストラリアのシドニー病院には兼松病理学研究所が寄贈されるなど、日豪貿易の基礎を確立のみならず社会的にも大きな功績を残した。
第2次世界大戦後
財閥解体の命令を受け財閥系商社を中心に分社化を余儀なくされたが、1950年（昭和25年）以降は再び群小商社の統合が進められた。
名門商社「江商」が多角化と海外取引拡大に失敗し経営危機が表面化。当時、両社のメインバンクであった東京銀行の仲介により1967年（昭和42年）に合併し、兼松江商（KANEMATSU GOSHO）株式会社として新たな出発した（なお、現在使われている兼松の略称『KG』は、この社名の名残）。
その後、戦後の日本経済の高度成長および産業構造の転換に対応して、繊維主体から脱皮。海外現地法人・関係会社の新設或いは増強といった商社の企業基盤の強化、取扱商品の多様化など、繊維や石炭の『貿易商社』から『総合商社』へと地位を着実に固めていった。
1960年代以降
「商社斜陽論」「商社冬の時代」という言葉に象徴されるように、順風満帆ではなかった。
60年代は、メーカーが独自の海外販売網を持つことで問屋排除が進むのではと危惧されたこと。80年代は、原料品市場の停滞や重厚長大から軽薄短小の時代への対応の遅れたこと。
東西冷戦の終焉後は、世界は『情報化』と『グローバリゼーション』をキーワードに大きく変化した。
バブル期
1990年（平成2年）、兼松江商株式会社から兼松株式会社に社名を変更。バブル崩壊後の日本経済は、『失われた90年代』ともいわれる変化にうまく対応できず、収益が伸びない時代となった。
1991年2月、東京本社を芝浦シーバンスに移転。
1998年、格付けが引き下げられ、資金繰りが悪化する。
1999年、取引銀行に1700億円の債務免除を要請。5月、収益力の向上および財務体質の強化を柱とした『構造改革』を実施。電子・IT、食品、食糧、鉄鋼、機械・プラント、環境・素材の分野へ経営資源を集中させた。
2010年度からは新中期経営計画『S-project』がスタート。単純なファイナンス取引や投機的取引は回避し、実業の裏づけがある取引に注力。「事業創造集団」を目指すことを決定した。
復活
2013年、15期ぶりに復配し、『兼松モデル』と称される復活を遂げた。
2018年度から創業135周年にあたる2024年までの6ヵ年中期ビジョン『future 135』を策定し推進している。

## 沿革

### 旧 兼松株式会社
- 1889年（明治22年）8月 - 兼松房治郎、兵庫県神戸市に羊毛の輸入を目的として豪州貿易兼松房治郎商店を創業。
- 1911年（明治44年） - 本店ビル「日濠館」（現・海岸ビルヂング）建設。
- 1913年（大正2年）5月 - 兼松合資会社に改組。
- 1918年（大正7年）3月 - 株式会社兼松商店に改組。
- 1919年（大正8年）2月 - 創業30周年、兼松房治郎7回忌に当たり第1回記念事業として神戸高等商業学校（現・神戸大学）に商業研究所“兼松記念館（1921年竣工）”と兼松貿易研究基金300千円を寄贈。
- 1925年（大正14年）8月 - 兼松房治郎13回忌に当たり第2回記念事業として東京商科大学（現・一橋大学）に“兼松講堂（1927年竣工）”を寄贈。
- 1929年（昭和4年）2月 - 創業40周年、兼松房治郎17回忌に当たり第3回記念事業として豪州Sydney病院に“兼松病理学研究所（1933年竣工）”を寄贈。
- 1943年（昭和18年）2月 - 兼松株式会社（英文社名:Kanematsu&Co.,Ltd.）に商号変更。
- 1951年（昭和26年）4月 - 米国にKanematsu NewYork,Inc.を設立（戦後日本商社初の現地法人）。
- 1961年（昭和36年）
  - 1月 - 東京・大阪両支店を支社に。
  - 10月 - 大阪証券取引所2部に上場。
- 1963年（昭和38年）8月 - 大阪証券取引所1部に上場。

### 江商株式会社
- 1891年（明治24年） - 近江出身の北川与平が輸入綿糸の取り扱いを目的として神奈川県横浜市に北川商店を創業。
- 1898年（明治31年） - 本店を兵庫県神戸市に移転。
- 1905年（明治38年）12月 - 江商合資会社に改組。本店は大阪市東区（現・中央区）。
- 1917年（大正6年）1月 - 江商株式会社（英文社名:Gosho CO.,LTD.）に改組。
- 1918年（大正7年）3月 - 日本の商社で初の米国現地法人Gosho Corporationを設立。
- 1943年（昭和18年）3月 - 昭和綿花株式会社を合併。
- 1946年（昭和21年）12月 - 江商従業員組合結成。
- 1947年（昭和22年）9月 - 衣料部を分離して株式会社佐々木営業部（後の株式会社レナウン）を設立。
- 1949年（昭和24年）5月 - 東京・大阪両証券取引所に上場。
- 1960年（昭和35年）8月 - 常務会を設置。東京支店を東京支社に。
- 1965年（昭和40年）3月 - 大阪市北区中之島に大阪本店ビルを新築し移転。
- 1966年（昭和41年）3月 - 多角化と海外取引拡大に失敗し経営が悪化、無配に転落。

### 兼松江商株式会社
- 1967年（昭和42年）
  - 4月 - 兼松株式会社を存続会社として江商株式会社と合併（合併比率1:5）、兼松江商株式会社（英文社名:Kanematsu-Gosho LTD.）発足。新資本金28億円。
  - 5月 - 三井物産が所有する旧木下産商本社ビル（東京都中央区宝町）と兼松江商が所有する旧江商大阪本店ビル（大阪市北区中之島）を等価交換、東京支社を移転。
  - アディダスの日本総販売代理店となり、国内で初めてアディダスのスポーツ用品を販売した[注釈 5]。
- 1970年（昭和45年）12月 - 東京支社を東京本社にする。
- 1973年（昭和48年）4月 - 東京証券取引所・名古屋証券取引所第1部に上場。
- 1978年（昭和53年）6月 - 大量の遊休不動産や繊維原料在庫による経営悪化で清川正二社長が引責辞任。東京銀行副頭取の村瀬利直が代表取締役会長に就任、銀行による経営再建が始まる。
- 1982年（昭和57年）10月 - 構造改革を主眼とした「宝作戦」を発表（1986年3月終了）。
- 1987年（昭和61年）3月 - 8年ぶりに復配（6％）。売上高が4兆円を突破する。
- 1989年（平成元年）
  - 11月 - 2500万株を時価発行し、資本金を222億4000万円に大幅増資（増資前資本金90億8900万円）。
  - イギリスに現地法人を設立。

### 兼松株式会社
- 1990年（平成2年）1月 - 創業100周年を期し、兼松株式会社（英文社名:KANEMATSU CORPORATION）に商号変更。
- 1991年（平成3年） - 東京本社を現在の港区芝浦に移転。イギリスに欧州統括を目的として兼松欧州会社設立。
- 1999年（平成11年）5月 - 337億円の減資と取引行による約1,500億円の債権放棄を柱とする「構造改革計画」を発表し、“第二の創業”に取り組む。
- 2007年（平成19年） - インドネシアの天然ガス権益を151億円で売却。
- 2010年（平成22年）7月 - 大阪証券取引所上場廃止。
- 2011年（平成23年） - ドイツ現地法人に兼松欧州会社を統合。
- 2012年（平成24年） - インドに現地法人を設立。
- 2019年（令和元年）- 創業130周年を迎える。
- 2020年（令和2年）- 株式会社トレードワルツに出資[7]。
- 2022年（令和4年） - 東京本社を千代田区のJPタワーへ移転[1]

## 同業他社との比較
| 会社名                          | 売上高 （百万円） | 当期純利益 （百万円） | 純資産額 （百万円） | 総資産額 （百万円） | 平均年収 （万円） | 日本貿易会 |
| ------------------------------- | ----------------- | --------------------- | ------------------- | ------------------- | ----------------- | ---------- |
| 三菱商事                        | 14,779,734        | 535,353               | 5,227,359           | 18,049,661          | 1,630             | 会長       |
| 三井物産                        | 6,885,033         | 391,513               | 3,817,677           | 11,806,292          | 1,392             | 副会長     |
| 伊藤忠商事                      | 10,982,968        | 501,322               | 2,995,951           | 10,919,598          | 1,565             | 副会長     |
| 住友商事                        | 5,299,814         | 171,359               | 2,544,133           | 8,128,596           | 1,436             | 副会長     |
| 丸紅                            | 6,827,641         | △197,450              | 1,515,475           | 6,320,037           | 1,451             | 副会長     |
| 豊田通商                        | 6,694,071         | 135,551               | 1,196,635           | 4,545,210           | 1,100             | 副会長     |
| 双日                            | 1,754,825         | 60,821                | 579,124             | 2,230,285           | 1,090             | 副会長     |
| メディパル ホールディングス     | 3,253,079         | 37,968                | 500,319             | 1,644,279           | 783               | -          |
| アルフレッサ ホールディングス   | 2,698,511         | 40,273                | 473,702             | 1,351,619           | 725               | -          |
| スズケン                        | 2,213,478         | 28,213                | 411,839             | 1,112,507           | 662               | -          |
| 日鉄物産                        | 2,480,256         | 20,708                | 236,440             | 857,744             | 833               | 常任理事   |
| 阪和興業                        | 1,907,493         | △13,674               | 163,649             | 798,442             | 807               | 常任理事   |
| 三菱食品                        | 2,654,698         | 11,408                | 183,921             | 680,919             | 662               | -          |
| 東邦ホールディングス            | 1,263,708         | 16,230                | 230,843             | 670,827             | 607               | -          |
| 長瀬産業                        | 799,559           | 15,144                | 305,322             | 611,477             | 1,003             | 常任理事   |
| 兼松                            | 721,802           | 14,399                | 130,830             | 551,671             | 902               | 常任理事   |
| キヤノンマーケティング ジャパン | 545,060           | 21,997                | 345,459             | 506,604             | 830               | -          |
| 岡谷鋼機                        | 875,623           | 15,670                | 209,436             | 494,089             | 854               | 正会員     |
| 興和                            | 422,576           | △1,028                | 112,684             | 491,117             | -                 | 常任理事   |
| 岩谷産業                        | 686,771           | 20,994                | 378,308             | 469,715             | 916               | 常任理事   |
| あらた                          | 796,227           | 7,191                 | 82,890              | 249,712             | 538               | -          |

商社の業界団体である日本貿易会の会長は七大商社（三菱、三井、伊藤忠、住友、丸紅、豊田通商、双日）の社長が持ち回りで就任している。

## 兼松グループ
- 加盟企業：131社（2022年3月）[10]
- 従業員：7446人（同上）[10]
- 法人登記上の本店：神戸市中央区伊藤町119[11]
- 東京本社（実質的な本部）：東京都千代田区丸の内2-7-2 JPタワー[11]

### 電子・デバイス
- 兼松エレクトロニクス
- 兼松コミュニケーションズ株式会社
- 兼松サステック
- 兼松フューチャーテックソリューションズ株式会社
- 兼松アドバンスド・マテリアルズ株式会社
- 株式会社ジー・プリンテック
- 兼松グランクス
- 兼興電子（上海）有限公司
- 兼松PWS株式会社

### 食料
- 兼松新東亜食品
- 兼松アグリテック
- 兼松ソイテック
- KG Agri Products, Inc.
- KAI Enterprises, Inc.
- PT. Kanemory Food Service

### 鉄鋼・素材・プラント
- 兼松トレーディング
- 兼松ケミカル - モーターオイルValvolineの日本総代理店
- 兼松ウェルネス - 健康食品や医療情報を扱う。機能性表示食品を開発[12]。
- 兼松ペトロ
- 兼松KGK
- 兼松油槽株式会社
- 協和スチール
- 永和金属

### 車両・航空
- 兼松エアロスペース
- カネヨウ
- Aries Motor Ltd.
- Aries Power Equipment Ltd
- KG Aircraft Rotables Co., Ltd

### その他
- 新東亜交易
- 兼松ロジスティクスアンドインシュアランス
- 日本オフィス・システム
- ホクシン

## 歴代社長
- 兼松房治郎 - 創業者
- 北村寅之助
- 藤井松四郎
- 林荘太郎 - 兼松商店から株式会社へ変更
- 谷口三樹三郎
- 沖豊治
- 町田業太 - 合併により兼松江商となる
- 清川正二 - スポーツ選手、第一回ロス五輪金メダリスト、IOC元副会長
- 松浦巖 - 在任中急逝
- 鈴木英夫
- 小田啓二
- 四十宮正男
- 倉地正 - 元東京三菱銀行専務。1999年からの経営改革の中心人物[2]
- 三輪徳泰
- 下嶋政幸
- 谷川薫

## 不祥事
- 2011年、大阪国税局の税務調査を受け、2009年3月期までの5年間で約2億5千万円の申告漏れを指摘され、約1億5千万円については所得隠しと認定された。ベトナム国営造船グループ（ビナシン）との取り引きにおける支払い費用の計上方法の考え方の違いが原因だが、国税局の指摘に従い兼松は修正申告および追徴税の納付を実施した[13][14]。

- 2020年1月6日、子会社の兼松コミュニケーションズが運営するドコモショップ市川インター店にて、来店客に対して「クソ野郎」「親代表の子回線で金に無頓着だからイチオシパック付けてあげて」などと書かれた不適切なメモを渡していたことがわかった。この件に対して、NTTドコモと兼松コミュニケーションズは1月10日、各社公式ホームページに謝罪文を掲載した[15][16][17]。この店舗は、コロナ禍とも相まって数ヶ月間の休業を余儀なくされ、2023年度現在はアドバンス運営に変更されている[18]
- 2023年9月27日、転職元の兼松から営業秘密を不正取得したとして、双日元社員の男が不正競争防止法違反（管理侵害行為）容疑で警視庁に逮捕された。漏洩した営業秘密は、海外の自動車部品メーカーに向けた新製品の開発提案書や利益見込みをまとめた採算表など3点。警視庁は、兼松から持ち出した営業秘密を転職後に利用していなかったかどうか調べている。男は兼松で自動車関連部門に勤務し、2022年6月に退職。翌7月に入社した双日でも同じ部門で働いていた[19][20][21]。